# Зайн (буква сирийского алфавита)
ܙ (ܙܝܢ, зайн) — седьмая буква сирийского алфавита.

## Использование
Происходит от арамейской буквы зайн (𐡆), восходящей к финикийской букве зен (𐤆, ).
В сирийском языке обозначала фрикатив [z]. В ассирийском языке также обозначает [z]. Числовое значение в сирийской системе счисления — 7.
В романизациях ALA-LC и BGN/PCGN передаётся как z.

## Кодировка
Буква зайн была добавлена в стандарт Юникод в версии 3.0 в блок «Сирийское письмо» (англ. Syriac) под шестнадцатеричным кодом U+0719.